# Charlotte Mouchet
Charlotte Mouchet (Tournan-en-Brie, 5 giugno 1996) è una mezzofondista francese.

## Biografia
Si è laureata campionessa francese dei 1500 metri piani nel 2022 ed ha vinto la medaglia di bronzo ai campionati europei di corsa campestre 2022 nella staffetta a squadre miste. Agli europei di corsa campestre 2014 era stata medaglia d'argento nella gara a squadre femminile Under-20.

## Palmarès
| Anno | Manifestazione           | Sede      | Evento            | Risultato | Prestazione | Note                          |
| ---- | ------------------------ | --------- | ----------------- | --------- | ----------- | ----------------------------- |
| 2014 | Mondiali juniores        | Eugene    | 800 m piani       | Batteria  | 2'07"38     |                               |
| 2014 | Mondiali juniores        | Eugene    | Staffetta 4x400 m | Batteria  | 3'46"68     |                               |
| 2014 | Europei di cross         | Samokov   | Corsa juniores    | 20ª       | 15'10"      |                               |
| 2014 | Europei di cross         | Samokov   | Corsa juniores    | Argento   | 64 p.       |                               |
| 2017 | Europei Under-23         | Bydgoszcz | 800 m piani       | 8ª        | 2'06"94     |                               |
| 2022 | Europei di cross         | Piemonte  | Staffetta mista   | Bronzo    | 17'31"      |                               |
| 2023 | Mondiali corsa su strada | Riga      | Miglio            | 11ª       | 4'36"71     | Miglior prestazione personale |
| 2024 | Mondiali di cross        | Belgrado  | Staffetta mista   | 6ª        | 23'17"      |                               |

## Campionati nazionali
2015
- Bronzo ai campionati francesi indoor, 800 m piani - 2'05"31

2017
- Bronzo ai campionati francesi indoor, 800 m piani - 2'09"39

2019
- Bronzo ai campionati francesi, 800 m piani - 2'05"52

2021
- Argento ai campionati francesi, 1500 m piani - 4'11"90
- Argento ai campionati francesi indoor, 800 m piani - 2'08"45

2022
- Oro ai campionati francesi, 1500 m piani - 4'20"58

2024
- Argento ai campionati francesi indoor, 1500 m piani - 4'18"60